# Selezni (raion de Beriózovka)
|  | Per a altres significats, vegeu «Selezni». |

Selezni (rus: Селезни) és un poble del krai de Perm, a Rússia, que en el cens del 2010 tenia 9 habitants. Forma part de l'assentament rural de Kliàpovo. Es troba a l'est del centre regional, el poble de Beriózovka.